# قطعنامه ۱۸۱۵ شورای امنیت
قطعنامه  ۱۸۱۵ شورای امنیت سازمان ملل متحد که در تاریخ ۰۲ ژوئن ۲۰۰۸ تصویب شد، سندی بین‌المللی دربارهٔ بررسی وضعیت خاورمیانه است. این قطعنامه طی نشست ۵۹۰۱ام با ۱۵ رای موافق، ۰ مخالف و ۰ ممتنع تصویب شد.